# سیارک ۲۷۵۴
سیارک ۲۷۵۴ (به انگلیسی: 2754 Efimov، نامگذاری:1966PD) دو هزار و هفتصد و پنجاه و چهارمین سیارک کشف شده‌است که در ۱۳ اوت ۱۹۶۶ کشف شد.
قدر مطلق سیارک برابر ۱۳٫۵۰ است.